# Віадук Панцера (Варшава)
Естакада Панцера або Віадук Панцера (пол. wiadukt Pancera) — споруда, яка до нашого часу не збереглася. Колись даний віадук поєднував Замкову площу та міст Кербедза у Варшаві; побудований у 1844—1846 роках за проєктом інженера Ф. Ф. Панцера. Споруда зруйнована в 1944 році.

## Історія
Дана естакада стала «найвидатнішою спорудою, створеною Панцером». Завдяки своїм габаритам та сміливим проектним рішенням, міст став «прекрасним пам'ятником видатних здібностей та широких можливостей у будівельній справі Панцера». Проект також передбачав можливість прокладання естакадою залізничних та трамвайних колій.
 Спуск був побудований поблизу Королівського замку і вів від Замкової площі до спорудженого в 1864 році постійного Олександрівського мосту (нині міст Кербедза) через річку Віслу.

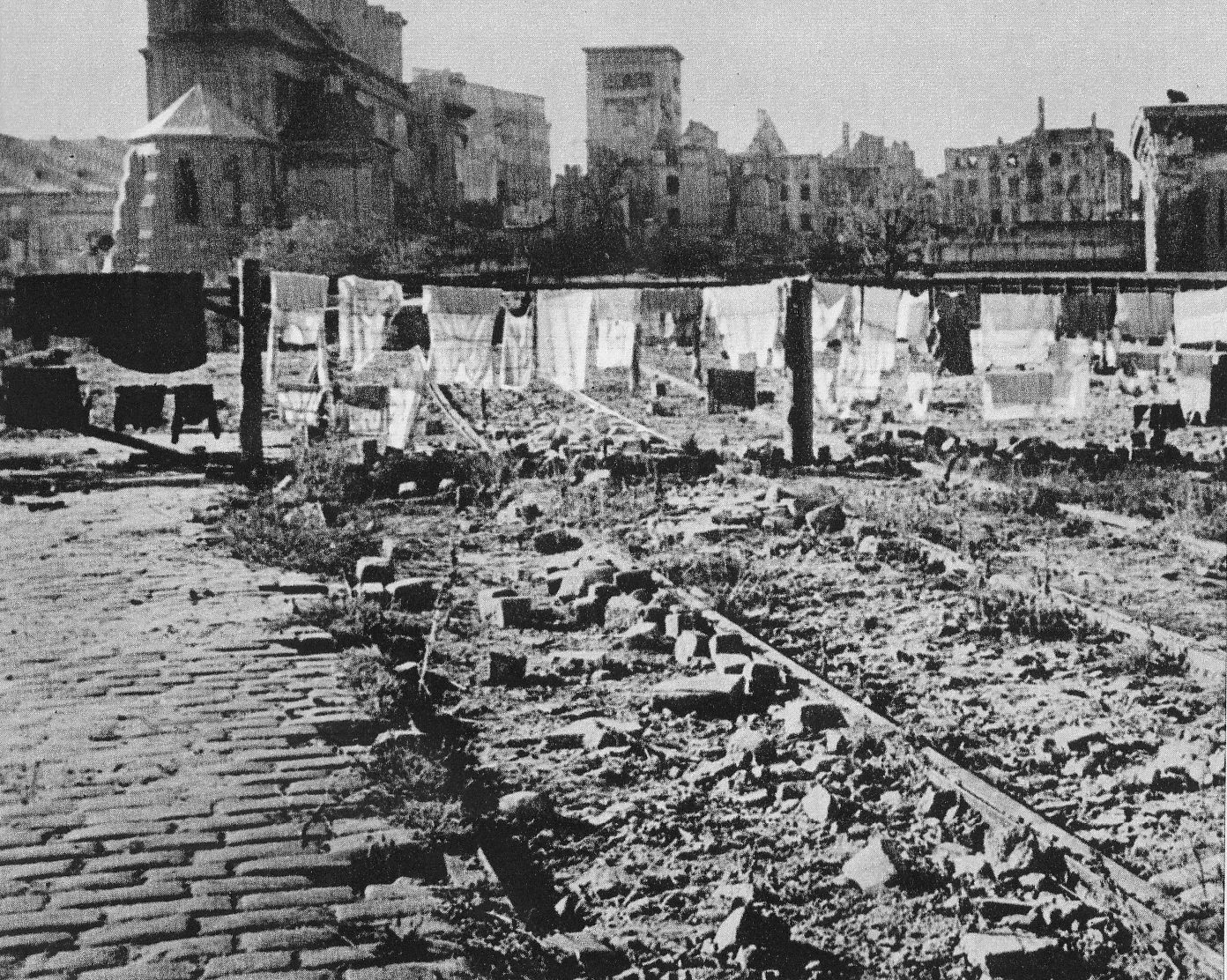
1945 рік. Руїни віадука Панцера після вторгнення вермахту в Польщу

До Другої світової війни на цьому місці існувала вулиця Новий З'язд (пол. Nowy Zjazd), яка з'єднувала Замкову площу через естакаду Панцера і міст Кербедза з правобережним районом Прага.
Після завершення будівництва міст сприяв швидшому та зручнішому перевезенню вантажів з берегової частини Вісли у центральну частину міста.
Естакада складалася з семи великих арок, з яких чотири були відкриті для проїзду. Друга, найбільша частина спуску, мала вигляд високого земляного насипу, обмеженого схилами під кутом 45 градусів. У точці дотику з арками насип піднімався на 65 футів.
У 1944 році, після Варшавського повстання, відступаючи, війська вермахту підірвали естакаду та Олександрівський міст.
Після закінчення Другої світової війни замість естакади був побудований тунель під Замковою площею, який став центральною частиною нової магістралі Схід-Захід, що зв'язує найкоротшим шляхом — через тунель під Старим містом — віддалені райони столиці.
Єдиним збереженим елементом естакади на даний час є меморіальна дошка на Замковій площі, напис на якій (російською та польською мовами) свідчить: «Розпочато в 1844 році. Завершено в 1846 році. Будівельник інспектор шляхів сполучення Фелікс Панцер.»